# Hamburger Konstituante
Im Zuge der Revolution von 1848/1849 wählten die Hamburger im Herbst 1848 eine verfassunggebende parlamentarische Versammlung, die Hamburger Konstituante. Am 14. Juni 1850 wurde die Hamburger Konstituante wieder aufgelöst.

## Vorgeschichte
Nach dem Hamburger Brand 1842, bei dem das alte Hamburger Rathaus zerstört wurde, vermehrte sich die Kritik an den Staats- und Verwaltungsorganen. In der Zeit des Vormärz, die überall in Deutschland Kritik an den Verhältnissen hervorbrachte, entstanden auch in Hamburg politische Strömungen. Auf der einen Seite standen die Liberalen, die eine Repräsentativverfassung nach englischem Vorbild forderten. Sie wollten aber bei den Wahlen das Besitz- und Bildungsbürgertum gegenüber den ärmeren Schichten bevorzugen. Die Gruppe der Demokraten dagegen wollte eine „Unbedingte Volkssouveränität“ und eine Beteiligung aller Schichten am politischen Prozess. Gegen beide Richtungen stemmte sich die Erbgesessene Bürgerschaft, aus der der Senat gewählt wurde.
Auf die immer massiveren Forderungen im Winter und Frühjahr 1848 reagierten am 13. März der Senat und die Erbgesessene Bürgerschaft mit einer gemeinsamen Deputation. Sie sollte alle Forderungen sammeln und beraten. Überraschenderweise beruhigten sich die Gemüter, auch wenn in der Deputation wieder nur Mitglieder der beiden Organe beteiligt waren. Die erste moderne Wahl vom 18. bis 20. April fand aber nicht zu einem Hamburger Parlament, sondern zur Frankfurter Nationalversammlung statt. Gewählt wurden die drei liberalen Politiker Edgar Daniel Roß, Ernst Merck sowie Johann Gustav Wilhelm Moritz Heckscher, der im Juli Reichsminister wurde.

## Einsetzung der Hamburger Konstituante

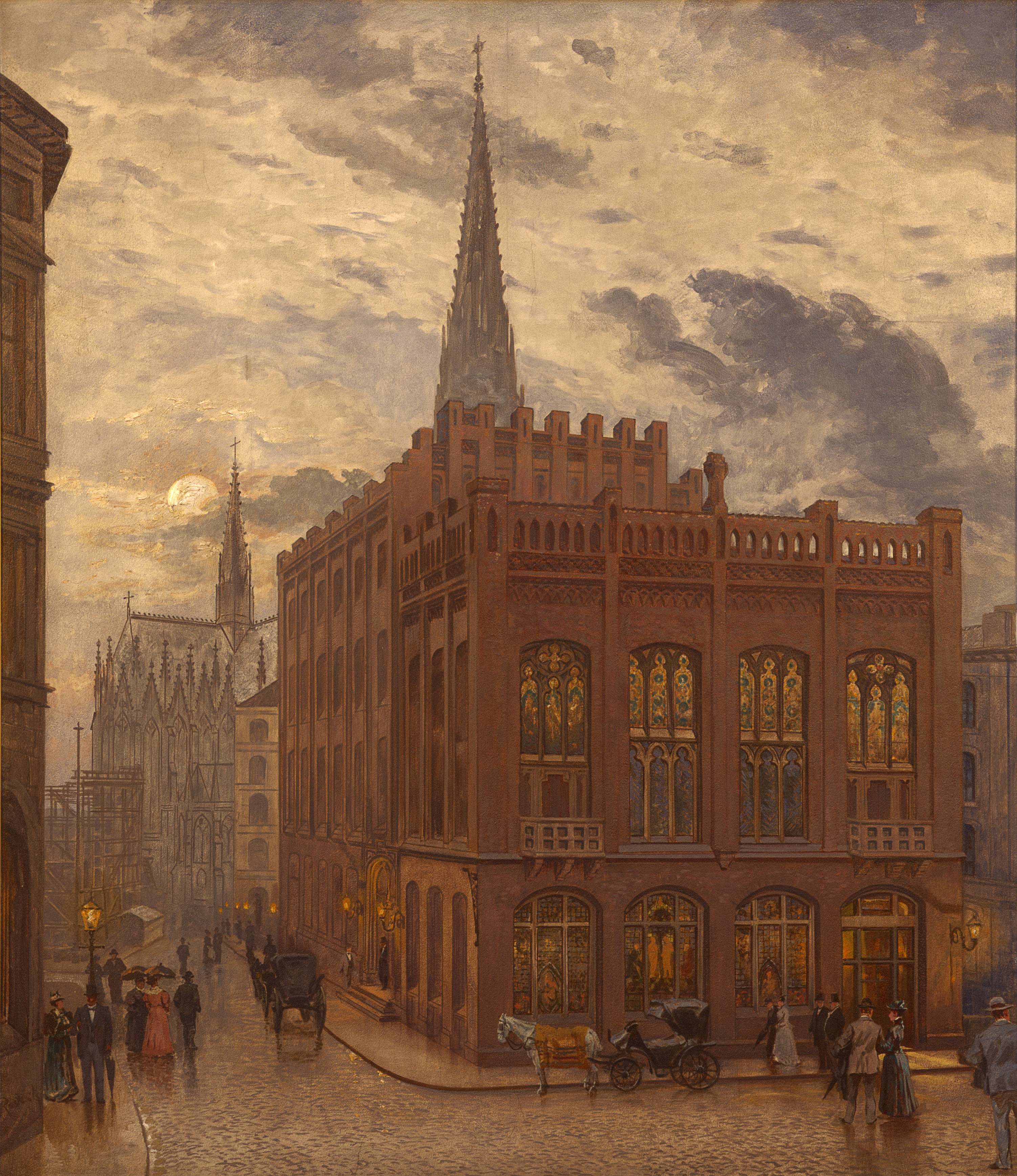
Der Sitzungsort der Konstituante: Gebäude der Patriotischen Gesellschaft auf einem Gemälde von Carl Rodeck

Da die Deputation sich nicht auf ein neues Wahlrecht beziehungsweise eine Verfassung einigen konnte und klar wurde, dass sie an den bisherigen Zuständen festhalten wollte, forderten die politischen Vereine in Hamburg eine „Konstituante“ (verfassunggebende Versammlung) nach dem Vorbild der Frankfurter Nationalversammlung. Der Senat und die Erbgesessene Bürgerschaft konnten sich dem Druck des Volkes nur schlecht entziehen, weil auch das Bürgermilitär mit den neuen politischen Ideen sympathisierte. Aber die vom Senat am 18. August 1848 zugesicherten freien Wahlen brachten Streit zwischen der liberalen und der demokratischen Strömung. Streitpunkte waren vor allem die Fragen nach einem relativen oder absoluten Mehrheitswahlrecht sowie nach den Diäten der Abgeordneten.
Am 8. September 1848 wurde mit Zustimmung der Erbgesessenen Bürgerschaft das Wahlgesetz verkündet. Es sollten mit wenigen Ausnahmen alle männlichen Staatsangehörigen ab 22 Jahre wahlberechtigt sein. Hamburg wurde in elf Wahlbezirke aufgeteilt, aus denen insgesamt 188 Abgeordnete und 63 Ersatzmänner gewählt werden sollten. Die beiden Hauptgruppen, die sich zur Wahl stellten, waren das fortschrittliche „Liberale Wahlkomitee“ und der eher konservative „Patriotische Verein“. Die Beteiligung an der Wahl vom 5. Oktober bis 4. Dezember (es wurde nacheinander in den Wahlkreisen gewählt) fiel mit 50 % der 38.000 Wahlberechtigten ernüchternd aus. Das Liberale Wahlkomitee ging aber mit mehr als zwei Dritteln der Stimmen als klarer Sieger aus dieser Wahl hervor. David Christopher Mettlerkamp wurde Alterspräsident der Konstituante und forderte am Anfang der Beratungen: „Gleiche politische und bürgerliche Berechtigung aller Staatsangehörigen, […] ist eine unabweisliche Forderung der Vernunft und eines sittlichen Willens.“
Die gewählten Mitglieder wurden zu der folgenden Eidesleistung verpflichtet:

„Ich schwöre zu Gott, dem Allmächtigen, daß ich als erwähltes Mitglied der konstituirenden Versammlung den Zweck, wozu dieselbe berufen worden, die Feststellung der künftigen Hamburgischen Verfassung, zum Wohle des Staates nach bestem Wissen und Gewissen fördern, und bis das von der konstituirenden Versammlung abzufassende neue Staatsgrundgesetz vollständig und definitiv festgestellt und ins Leben getreten sein wird, die bestehenden gesetzgebenden Gewalten und alle sonstigen Behörden und Einrichtungen in ihrer verfassungsmäßigen Wirksamkeit anerkennen will.“

Präsident dieser Konstituante wurde zeitweise Johannes Versmann. Als herausragender Erfolg kann die Verabschiedung der „Verfassung des Freistaates Hamburg“ vom 11. Juli 1849 gesehen werden. Die Konstituante tagte bis zu ihrer Auflösung am 14. Juni 1850 in den Räumen der Patriotischen Gesellschaft von 1765.

## Mitglieder der Hamburger Konstituante (Auswahl)
- Jakob Audorf[7]
- Eduard Averdieck[8]
- Hermann Baumeister (ab 1848, zeitweise Präsident)
- Georg Heinrich Ballheimer
- Delff Billerbeck
- Theodor Hagen (ab 1848)
- Johann A. T. Hoffmann
- Samuel Israel
- Johann Christian Jauch junior[9]
- Eduard Johns (ab 1848)
- Jean Edmond Lafargue
- Jacob Lazarus (1848–1849)
- Ascan Wilhelm Lutteroth (ab 1848, zeitweilig Vizepräsident)
- Friedrich Wilhelm Christian Marburg
- Wilhelm Marr[10][11]
- David Christopher Mettlerkamp (ab 1848, Alterspräsident)
- Heinrich Adolph Meyer (1848–1849)
- Johann Christian Carsten Meyn[12]
- Georg August Carl Mönckeberg (1849)[13]
- Hannibal Moltrecht[14]
- Friedrich Theodor Müller
- Valentin Anton Noodt
- Anton Rée (ab 1848)
- Peter Anton Rodatz (1848)[15]
- Edgar Daniel Roß (ab 1848)
- Gotthold Salomon (ab 1848)
- Henry B. Sloman (Rechtsanwalt) (ab 1848)
- Johann Christian Söhle
- Adolph Tesdorpf (ab 1849)
- Georg Ludwig Ulex
- Johannes Versmann (ab 1848, zeitweise Präsident)
- Daniel Wamosy (1848)[16]
- Isaac Wolffson (ab 1848)
- Johann Friedrich Anton Wüppermann (ab 1848, zweiter Vizepräsident ab 1849)

## Personen im Umfeld der Hamburger Konstituante
- Hermann Emil Fischer und Franz Georg Stammann wurden zwar zu Mitgliedern der Konstituante gewählt, lehnten aber die Leistung des von den Mitgliedern verlangten Eides ab und wurden daher aus der Konstituante entlassen.
- Ludwig Friedrich Wilhelm Kaufmann war als Ersatzmann für die Hamburger Konstituante gewählt, wurde auch einberufen, erklärte aber, unter den gegebenen Verhältnissen und Bestimmungen nicht eintreten zu können, und bat um seine Entlassung.
- Carl Friedrich Petersen gehörte der Neuner-Kommission an, die vom Senat die Aufgabe bekommen hatte, die von der Hamburger Konstituante vorgeschlagenen Verfassungsentwürfe zu prüfen.